# Killzone: Shadow Fall
Killzone: Shadow Fall é um jogo eletrônico de tiro em primeira pessoa desenvolvido pela Guerrilla Games em exclusivo para a PlayStation 4. É o sexto jogo da série de jogos eletrônicos Killzone. Shadow Fall foi anunciado durante o PlayStation Meeting em Fevereiro de 2013, e foi um título de lançamento da PlayStation 4, editado em 15 de Novembro de 2013 na América do Norte, 29 de Novembro de 2013 na Europa e América do Sul e 22 de Fevereiro de 2014 no Japão.
Aquando o seu lançamento, Killzone: Shadow Fall recebeu no geral criticas favoráveis. Os sites de criticas agregadas GameRankings e Metacritic deram a pontuação de 73.29% e 73/100, respectivamente. Foi extremamente elogiado pelos gráficos e pelo multijogador, enquanto que as criticas estenderam-se mais para a história e por a Inteligência artificial (IA) apresentar problemas.
Killzone: Shadow Fall recebeu diversos prémios, incluindo 'Melhor Shooter para PlayStation 4' e 'Melhores Gráficos para PlayStation 4' da IGN. Um sucesso comercial, em Janeiro de 2014 o jogo já tinha ultrapassado a marca dos 2,1 milhões de unidades vendidas em todo o mundo.

## Jogabilidade

Numa parte da campanha, os jogadores controlam o OWL, um drone multifuncional que pode por exemplo criar um escudo de energia.

Tal como os antecessores, Killzone: Shadow Fall é um videojogo de tiro na primeira pessoa jogado num cenário de ficção científica. Armas de antigos jogos Killzone como a espingarda de assalto M82, a stA-52 ou a pistola stA-18, voltam a estar disponíveis em Shadow Fall. Novas armas também estão incluídas como a LSR44, uma espingarda híbrida de precisão/assalto, que funciona como uma miniatura de uma metralhadora.
Durante alguma parte da campanha, o jogador controla o OWL, um avançado drone de ataque usado pelos Shadow Marshals. Os jogadores controlam o OWL com a base táctil do controlador da PlayStation 4, o DualShock 4, mudando entre "Attack Mode" para atacar um grupo de inimigos, "Zipline Mode" para criar uma tirolesa para uma travessia rápida, "Stun Mode" que faz com que uma área fique com os aparelhos electrónicos danificados e "Shield Mode" que protege um Shadow Marshal com um escudo frontal de energia.
Enquanto que os jogos anteriores da série apresentavam um ambiente de guerra mais escuro e arenoso, em que o jogador tinha vários aliados consigo e com um design mais linear, Killzone: Shadow Fall optou por um design mais aberto, usando uma abordagem mais de infiltração (stealth). Os níveis são mais largos e abertos que os jogos anteriores, permitindo ao jogador ter vários caminhos para completar os objectivos. Também em Shadow Fall, na primeira metade da campanha, o jogador está sozinho durante os tiroteios, tendo apenas o OWL como "companhia" dando ajuda com tiros de cobertura. Durante a segunda metade, o jogador é ocasionalmente acompanhado por Echo, uma aliada, que pode matar inimigos marcados pelo jogador, com uma espingarda de longo alcance.
O multijogador tem dez mapas base. Os jogadores são encorajados a criarem os seus próprios mapas, as "Warzones," que podem ser partilhados por outros ou promovidos dentro da comunidade Killzone. Classes, habilidades e armas estão desbloqueadas desde início. O sistema de classes foi simplificado para três: Assault, Scout e Support (com as habilidades médicas de jogos anteriores incluídas na classe "Support"). O jogador desbloqueias melhoramentos de perícia e armas à medida que completa objectivos únicos da sua classe. A Guerrilla Games planeia continuar a apoiar o multijogador de Shadow Fall através do lançamento de conteúdos adicionais, no entanto apenas os mapas serão gratuitos.

## Enredo

### Mundo
Killzone: Shadow Fall acontece trinta anos depois dos acontecimentos dos jogos anteriores Killzone. A vida em Helghan, planeta natal dos Helghast, caiu em ruína depois da guerra. A Interplanetary Strategic Alliance (ISA) permite aos refugiados Helghast restabelecerem-se no planeta Vekta. O jogo mostra os Vektan e os Helghast a viverem numa enorme cidade dividida por um muro de segurança. Os Helghast lutam pelo seu direito de existir, enquanto que os Vektans lutam pela sobrevivência, levando a uma "guerra fria" entre ambos.
É a vez de Lucas Kellan, um membro de uma unidade militar inteligente conhecida como Shadow Marshals, na tentativa de proteger a frágil paz que ainda existe. Um novo guerreiro para uma nova era de guerra, as missões de Kellan vão desde infiltrações pacificas a combates no exterior. Lucas terá de ser metódico e pronto a adaptar-se, porque qualquer passo em falso poderá levar à destruição.

### Personagens
Em Shadow Fall o jogador controla Lucas Kellan (voz de Gene Farber), o principal protagonista. Kellan testemunhou a morte dos pais durante a sua recolocação pelo muro, Kellan é adotado por Sinclair, que o coloca na Academia Shadow Marshal, eventualmente acabando por se tornar num dos agentes de maior confiança de Sinclair; Thomas Sinclair (voz de David Harewood), um Shadow Marshal e mais tarde chefe da Agência de Segurança de Vektan. Adotou Lucas Kellan durante os eventos da recolocação. Sinclair protege e confia muito em Kellan. Ao mesmo tempo, ele cria uma contenda universal contra os Helghast, porque acredita que cada um dos Helghast apenas quer destruir os Vektans, e enquanto os Helghast existirem, a guerra nunca acabará; Maya Visari (voz de Jamie Gray Hyder), filha de Lady Visari, nome de código "Echo", uma agente independente meia-Vektan/meia-Helghast que quer acabar de vez com a guerra Vektan-Helghast; Vladko Tyran (voz de Crispian Belfrage), o principal antagonista na maior parte da campanha e o líder psicopático da "The Black Hand" (uma organização terrorista de antigos agentes e soldados Helghast) que quer recomeçar a guerra; Dr. Hillary Massar (voz de Azura Skye), uma cientista da ISA que faz experiências em prisioneiros Helghast, com uma arma bio-tecnológica muito letal; Lady Hera Visari (voz de Lisa Banes): a líder dos Helghast, filha do falecido Imperador Scolar Visari e mãe de Maya; Anton Saric (voz de Andreas Beckett), o chefe sádico das forças de segurança Helghast. Saric tem um enorme ódio pelos Vektans, culpando-os pela destruição do seu planeta (onde viveu); Jorhan Stahl (voz de Gideon Emery): o principal antagonista de Killzone 3 e revelando-se também o principal antagonista de Shadow Fall, que planeia invadir Vekta pelos Helghast e matar todos os Vektans, com o uso da arma de Massar; Michael Kellan (voz de Jeff Branson), pai de Lucas que é morto pelas forças Helghast durante a recolocação .

## Desenvolvimento
Killzone: Shadow Fall foi anunciado durante o evento "PlayStation Meeting" em Fevereiro de 2013, e é um título de lançamento da PlayStation 4. De acordo com a Guerrilla Games, a demo de Killzone: Shadow Fall que foi mostrada durante o anúncio da PlayStation 4, usa 4GB de memória da consola – não os totais 8GB GDDR5 de RAM existentes no produto final ao dispor dos produtores. A opção da Guerrilla de usar 4GB sugere que o produtor talvez desconhecesse a decisão da Sony de incluir 8GB no hardware final – algo que Stewart Gilray, presidente da Just Add Water, disse à VideoGamer.com, que estava em segredo até ao anúncio da consola. "Disseram-nos que teria [PS4] 4GB originalmente" disse Gilray, "só soubemos que tinha 8GB quando Mark o disse durante o evento. Já tínhamos kits para essas características há algum tempo."
Dois actores foram confirmados a 9 de Julho de 201: David Harewood da série Homeland faz o papel de Sinclair, director da Agência de Segurança de Vekta e Jamie Gray Hyder de True Blood faz de Echo, uma operacional dos Helghast.

## Marketing
Alguns retalhistas estão a oferecer o pacote "Shadow Pack" como bónus de pré-reserva. O "Shadow Pack" inclui três aparências exclusivas para o drone de combate OWL, o "MP Spotlight Move" (um movimento especial para humilhar os oponentes derrotados no multijogador), e a banda sonora oficial de Killzone: Shadow Fall. A Sony também irá disponibilizar para venda na Europa um pacote com uma cópia de Killzone: Shadow Fall, uma consola PlayStation 4 e um comando DualShock 4. Adicionalmente haverá outro pacote, que para além do jogo e da consola, inclui dois comandos e a PlayStation Camera.

## Recepção
Killzone: Shadow Fall recebeu no geral criticas favoráveis. Os sites de criticas agregadas GameRankings e Metacritic deram a pontuação de 73.29% e 73/100, respectivamente. Apesar de ser o segundo jogo da série com análises mais baixas, Shadow Fall foi recebido como um bom título de lançamento para a PlayStation 4. Foi extremamente elogiado pelos gráficos e pelo multijogador, enquanto que as criticas estenderam-se mais para a história e por a Inteligência artificial (IA) apresentar problemas.
Ryan Taljonick da GamesRadar deu 4 em 5 estrelas de pontuação e refere que o jogo tem como pontos fortes alguns dos momentos da campanha, o jogo de armas e o multijogador, e como pontos fracos a IA "questionável" e alguns dos personagens que não são convincentes. A revista Edge deu a pontuação 6/10 e critica muito a IA ao dizer "temos que nos interrogar porque é que os Helghast se preocupam; são demasiado estúpidos para conseguirem ganhar uma guerra." Matt Liebl da GameZone deu a Killzone Shadow Fall a pontuação de 7/10, afirmando que "a PlayStation 4 representa nova geração de jogos, mas parece que a Guerilla Games ficou presa no passado com Shadow Fall. Não existe um numero suficiente de momentos "próxima-geração" dignos de se tornarem o poster da PS4."

### Vendas
Apesar das criticas relativamente baixas, o jogo provou ser um enorme sucesso comercial; a 15 de Janeiro de 2014, Killzone: Shadow Fall, já tinha ultrapassado a marca dos 2,1 milhões de unidades vendidas em todo o mundo.

### Prémios
Killzone Shadow Fall recebeu diversos prémios após o lançamento, incluindo 'Melhor Shooter para PlayStation 4' e 'Melhores Gráficos para PlayStation 4' da IGN. Também recebeu os prémios de Escolha do Público em ambas as categorias.